# 라빈 암호체계
라빈 암호(Rabin cryptosystem)는 미하엘 라빈이 1979년1월에 발표한, 소인수분해 기반 공개키 암호(비대칭 암호)이다.
공개키로 암호화하고, 개인키로 복호화한다.
중국인의 나머지정리(Chinese Remainder Theorem, CRT)를 활용한다.

## 절차
밥이 앨리스에게 암호문을 보내고, 앨리스는 이를 해독한다.

### 키 생성(key generation)
- 앨리스는 매우 크며 서로 다른 두 소수 p, q을 고른다. 계산 편의를 위해 {\displaystyle p\equiv q\equiv 3{\pmod {4}}}를 사용해도 좋다.
- n = pq을 구한 뒤 밥에게 보낸다.
- n은 공개키, p와q는 앨리스의 개인키이다.

### 암호화(encryption)
- 밥은 앨리스에게 보낼 평문 m을 고른다.  {\displaystyle m\in P=\{1,2,\cdots ,n-1\}}
- 밥은 암호문 {\displaystyle c=m^{2}{\pmod {n}}}을 보낸다.

### 복호화(decryption)
- 앨리스는 암호문 c를 받고, n을 아는 상황이다.
- {\displaystyle m_{p}={\sqrt {c}}{\pmod {p}},m_{q}={\sqrt {c}}{\pmod {q}}}이고, {\displaystyle p*y_{p}+q*y_{q}=1}를 만족하는 {\displaystyle y_{p},y_{q}}를 찾는다.
  - m이 합성수이면, 효율적으로 찾는 방법이 발견되지 않았다.
  - m이 소수이거나, 두 소수의 곱이면 중국인의 나머지정리로 푼다.
- 중국인의 나머지정리를 이용하면, 근 네 개가 나타나며 이 가운데 하나가 mod n에 대해 m과 같다. 근은 아래와 같다.
  - {\displaystyle r_{1}=p*y_{p}*m_{p}+q*y_{q}*m_{q}{\pmod {n}}}
  - {\displaystyle -r_{1}=n-r_{1}}
  - {\displaystyle r_{2}=p*y_{p}*m_{p}-q*y_{q}*m_{q}{\pmod {n}}}
  - {\displaystyle -r_{2}=n-r_{2}}
- {\displaystyle r_{1},r_{2}}를 계산했다면, {\displaystyle \gcd(|r_{1}-r_{2}|,n)=p\ or\ q}이므로 p,q를 알 수 있다. 따라서 n을 쉽게 소인수분해 할 수 있다.
  - {\displaystyle p\equiv q\equiv 3{\pmod {n}}}이면, 아래 성질을 이용해 더 쉽게 풀 수 있다.
    - {\displaystyle m_{p}=c^{{1 \over {4}}(p+1)}{\pmod {p}},\ m_{q}=c^{{1 \over {4}}(q+1)}{\pmod {q}}}에서 c의 지수가 정수로 나온다.
    - {\displaystyle (m_{p})^{2}\equiv c^{{1 \over {2}}(p+1)}\equiv c*c^{{1 \over {2}}(p-1)}\equiv c*({c \over {p}}){\pmod {p}},{c \over {p}}}is Legendre symbol
    - {\displaystyle c\equiv m^{2}{\pmod {pq}}\Rightarrow c\equiv m^{2}{\pmod {p}}}
    - {\displaystyle \therefore ({c \over p})=1\Rightarrow (m_{p})^{2}\equiv c{\pmod {p}}}

## 특징

### 효율성(efficiency)
암호화에서 Square modulo를 계산하기 때문에, 3차 이상을 계산해야 하는 RSA에 비해 효율적이다.
복호화에서 two modular exponentiations와 중국인의 나머지정리를 적용하므로 효율성은 RSA와 비슷하다.

### 효과성(effectiveness)
암호화 함수가 4 to 1 함수이므로, 복호화 과정에서 4가지 서로 다른 결과가 나오고 이중 3가지는 가짜 결과이기 때문에, 푸는 과정에서 진짜 결과를 잘 추론해야 한다. 특히 숫자 값을 암호화한 경우 모호성 제거 스킴(disambiguation scheme)를 사용해야 한다. 이 단점을 개량해서 [암호문1 : 평문1]을 유지하는 알고리즘이 쓰인다.

### 보안성(security)
Rabin 알고리즘은 소인수 분해 문제와 동치이다. (RSA에서는 동치성이 증명되지 않았다.) 따라서 동치성이 증명되거나, 소인수분해 일반공식이 등장할 때까지 상당히 안전하다.
선택 암호문 공격(chosen ciphertext attack)에 취약할 수 있다.
제작 시 quadratic residue modulo n을 사용하므로, 이와 관련된 공격이 가능하다.